# Che paese, l'America
Che paese, l'America (titolo originale 'Tis) è un libro dello scrittore statunitense di origine irlandese Frank McCourt del 1999, pubblicato in Italia da Adelphi nel 2000. 
Per il libro precedente, Le ceneri di Angela, Frank McCourt ha vinto nel 1997 il Premio Pulitzer.

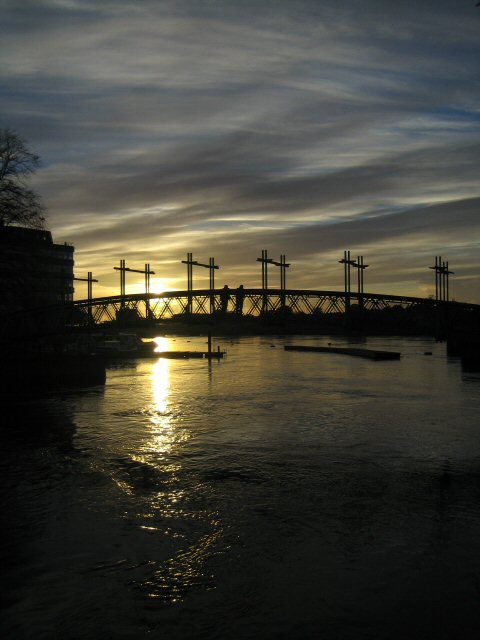
Ponte sul fiume Shannon, a Limerick, in Irlanda

## Trama
Il libro inizia quando McCourt giunge in nave, con la "Quercia d'Irlanda" a Albany, New York, da cui si dirige rapidamente verso New York City. È il 1949, McCourt ha diciannove anni, tutti i denti neri e due occhi rossi "Come due buchi di piscio nella neve". Senza amici e senza soldi, fatica a integrarsi in America. A diciassette anni, mentendo sulla sua età, riesce ad arruolarsi nell'esercito degli Stati Uniti, nel quale lavora addestrando cani durante la Guerra di Corea; finisce poi in Europa, in Germania dove, oltre a prendere la gonorrea dalle piccole prostitute dei campi di sfollati, pagate con caffè e sigarette, sale al grado di caporale. Gli è concesso un congedo dall'esercito come premio per il suo servizio eccezionale come dattilografo. Torna a casa in Irlanda per vedere la sua famiglia, e visto l'imbarazzo e la poca comprensione che incontra a Limerick, dove è vissuto da bambino, dopo l'ennesimo insuccesso al ballo, con le ragazze del luogo, decide di riprendere la via degli Stati Uniti, dove svolge i lavori più umili, lavando i cessi dell'hotel Biltmore e come scaricatore sui moli del porto di New York, finché riesce a iscriversi alla New York University - pur non avendo mai finito il liceo. Si innamora e sposa una ragazza americana di origine borghese, ma soprattutto Episcopalina, Alberta Little, che incontra all'università.
Dopo la laurea alla New York University, insegna studi inglesi e sociali alle scuole professionali McKee di Staten Island, dove è costretto a insegnare a studenti apatici e indifferenti. Finalmente riesce a farsi trasferire presso la prestigiosa Stuyvesant High School, dove imparerà effettivamente a insegnare utilizzando metodi efficaci che gli fanno guadagnare la stima di studenti e professori.
Che paese, l'America esamina la relazione di Frank con la sua famiglia e con la madre (l'Angela del precedente romanzo). I rapporti con i tre fratelli, ognuno pure con la propria strada, sono buoni, ma il padre Malachy, che li ha abbandonati quando Frank aveva solo undici anni, e che non ha mai cessato completamente di bere, non sarà mai veramente perdonato. Alla fine, il rapporto di Frank con la moglie diventa difficile, due mondi e due culture si scontrano: stanno insieme solo per la figlia, Margaret Ann (dal nome della sorella di Frank morta a ventuno giorni, e della nonna, descritta in Le ceneri di Angela), Frank infine lascia la famiglia, un'azione paragonabile a quella di suo padre, quando Margaret Ann non ha ancora compiuto otto anni.
La salute della madre di Frank, Angela McCourt, peggiora a causa di un enfisema, e la donna muore in ospedale a settantatré anni, a New York. Poco dopo muore in Irlanda anche Malachy. Frank torna a Limerick per seppellire il padre e disperdere le ceneri della madre. Il libro si conclude quando Frank, dopo aver sparso le ceneri della madre sulle tombe degli antenati irlandesi, va al pub a ubriacarsi con i fratelli, cantando antiche canzoni irlandesi: "Prendemmo tè e panini e Phil tirò fuori una bottiglia di whiskey per dare inizio alle storie e alle canzoni, perché il giorno in cui seppellisci i tuoi morti non c'è nient'altro da fare"..
"'Tis", il titolo originale del libro, era la parola finale dell'ultimo capitolo di Le ceneri di Angela, mentre Che paese, l'America si conclude con la dispersione delle ceneri di Angela McCourt in Irlanda. Frank McCourt ha sottolineato in diverse interviste (forse scherzando) che originariamente i titoli dovevano essere invertiti.
Frank McCourt ha dato seguito a questo libro con un altro libro di memorie: Ehi, prof!

## Edizioni
- Frank McCourt, Che paese, l'America, traduzione di Claudia Valeria Letizia, collana Gli Adelphi, Adelphi, 2000, ISBN 88-459-1557-3.